# 勇気記章 (イスラエル)
勇気記章(英語: Medal of Courage、ヘブライ語: עיטור העוז)は、イスラエルの軍事勲章の一つである。
武勇記章に続く同国第二位の軍事勲章である。

## 概要
勇気記章は1970年にクネセトの議決で制定された勲章で、1970年以前の功績に対しても授与される事がある。軍の任務の中で、自らの命を顧みず勇敢に戦った者に授与される。
これまでに総計220件の授与が行われており、最後の授与は2007年である。このうち2人の受賞者には殊勲章が2回授与されている。

## デザイン
ダン・ライジンガーによりデザインされており、交差した6本の剣の上にオリーブの枝を配した形となっている。

## 著名な受賞者
- アムノン・リプキン＝シャハク（英語版） - 第15代イスラエル国防軍参謀総長。勇気記章を2回授与されている。
- メイール・ダガン - 1970年に設立された対テロ特殊部隊「リモン（英語版）」の初代司令官で、後にモサド長官を務めた。1971年にテロリストを武装解除した際の功績により授与された。
- メイヤ・ハー＝シオン（英語版） - 第二次中東戦争で空挺部隊を指揮しスエズ運河を攻撃した際の功績により授与された。
- ラファエル・エイタン - 1955年のシリア軍との戦闘の功績により授与された。
- シュムエル・ゴネン（英語版） - 第二次中東戦争時の戦功により授与された。
- イツハク・モルデハイ - 第四次中東戦争時の戦功により授与された。
- ヨッシ・ベン＝ヌン（英語版） - 第四次中東戦争時の戦功により授与された。
- ロイ・クライン（英語版） - 2006年の第二次レバノン戦争の際、仲間の兵士を救うため手榴弾の上に覆いかぶさって戦死。この行為に対し2007年に授与された。